# Dinomischus
Il dinomisco (gen. Dinomischus) è un misterioso animale estinto, vissuto nel Cambriano medio (circa 505 milioni di anni fa). I suoi resti sono stati rinvenuti in Canada, nel famoso giacimento di Burgess Shales.

## Descrizione
Questo organismo marino era sessile (ovvero fisso e immobile) e al contrario di molti rappresentanti della fauna di Burgess possedeva una simmetria radiale; questo piano corporeo gli consentiva di ricevere cibo da qualunque direzione, come nelle spugne e nei coralli. L'aspetto del dinomisco era quello di un calice fissato al terreno tramite un lungo stelo terminante in una struttura bulbosa, che probabilmente serviva all'animale per fissarsi al substrato. L'intero organismo era lungo non più di tre centimetri.
Una ventina di lame lunghe e appuntite, poste una accanto all'altra, circondavano il calice. Nella regione posta all'interno di queste lame (sulla superficie del calice) erano presenti due aperture, una centrale e una marginale. Probabilmente queste due aperture corrispondevano alla bocca e all'ano dell'animale, ed erano unite attraverso un intestino a forma di U, con tanto di stomaco espanso alla base; dallo stomaco partivano filamenti verso la superficie interna, forse fibre sospensorie o fasce muscolari.

## Scoperta e classificazione
L'esemplare tipo fu rinvenuto da Charles Doolittle Walcott negli anni '10, ma fu solo nel 1977 che Simon Conway Morris descrisse il fossile come Dinomischus isolatus. Alcune somiglianze superficiali avvicinano il dinomisco con vari gruppi di animali moderni, ma Morris ritenne che ci fosse una possibile parentela con gli endoprotti (Entoprocta) soprattutto per la conformazione delle aperture all'interno del calice. Più di recente un'altra specie è stata scoperta in Cina (D. venustus). Secondo Dzik (1991) il dinomisco potrebbe essere un parente dell'altrettanto enigmatica Eldonia. In ogni caso, il dinomisco rimane un animale enigmatico, dalla classificazione molto incerta e senza apparenti legami stretti con altri phyla noti. L'unico altro organismo dotato di una simile organizzazione corporea è Siphusauctum, descritto nel 2012.